# Frankfurter Rundschau

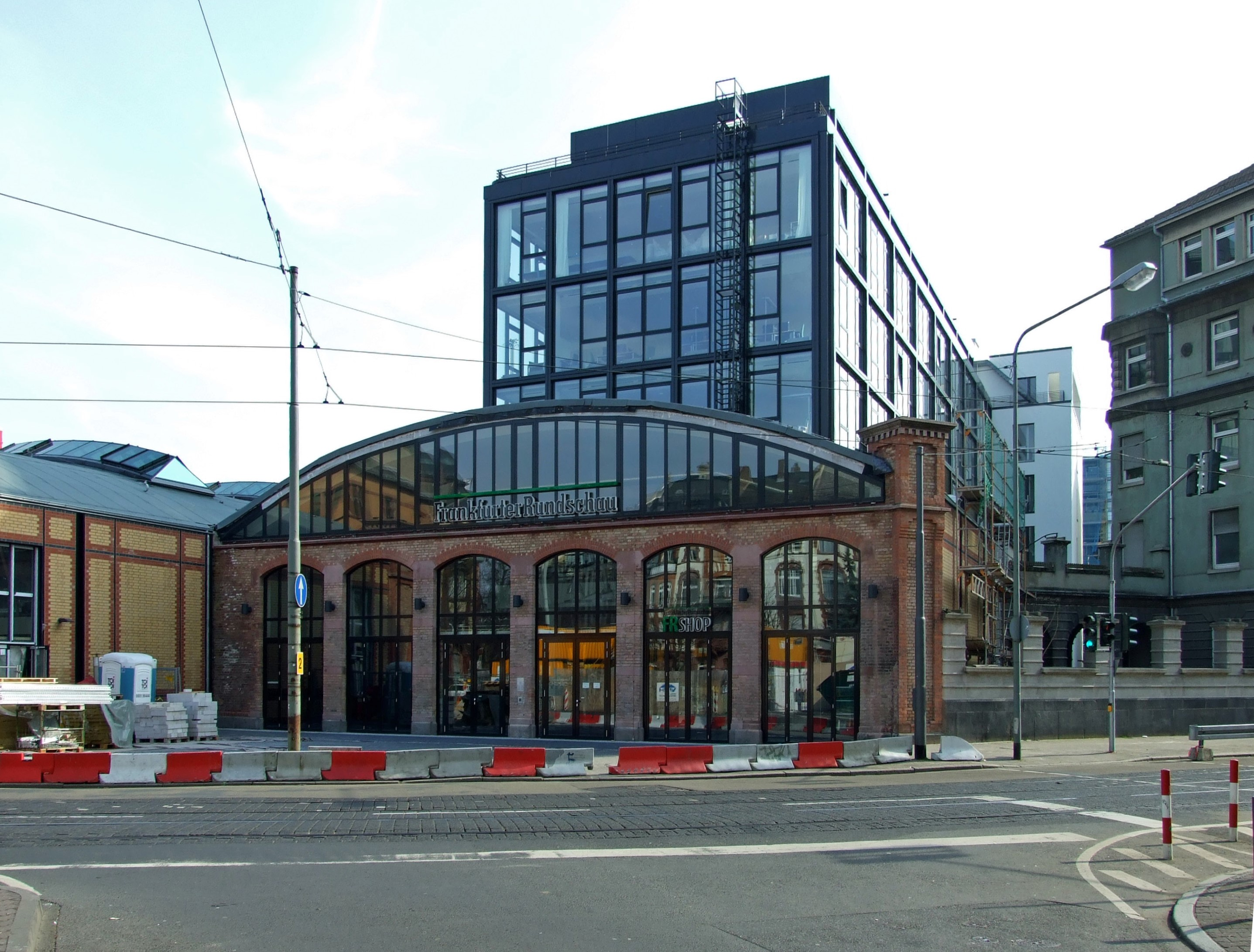
Новое здание редакции «Франкфуртер рундшау»

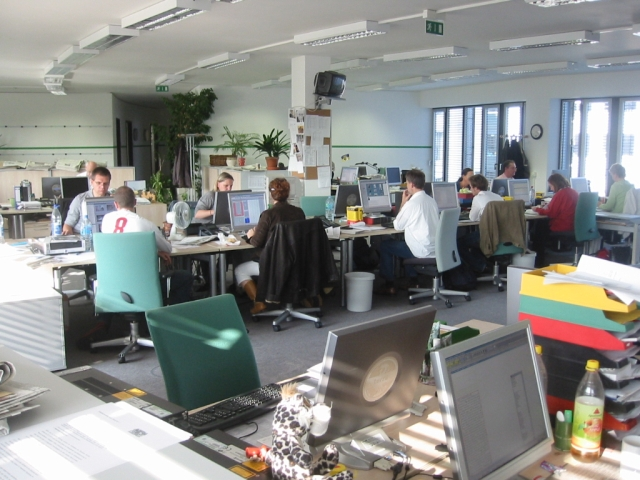
В здании редакции газеты

«Франкфуртер рундшау» (нем. Frankfurter Rundschau, FR — «Франкфуртское обозрение») — немецкая газета, близкая к социал-демократам. Тираж составляет 160 000 экземпляров. Издатель газеты — акционерное общество Druck und Verlagshaus Frankfurt am Main (DUV) GmbH — принадлежит на половину кёльнскому издательству M. DuMont Schauberg, 10 % принадлежат фонду Карла Герольда. С февраля 2009 года газете принадлежит часть онлайн-портала kalaydo.de, специализирующегося на частных объявлениях. «Франкфуртер рундшау» является многократным лауреатом премии European Newspaper Award в разных категориях. Осенью 2012 г. газета объявила о банкротстве.

## История
«Франкфуртер рундшау» была основана после окончания Второй мировой войны, 1 августа 1945 года. Главными редакторами стали Эмиль Карлебах, Ханс Этцкорн, Вильгельм Карл Герст, Отто Гроссман, Вильгельм Кноте, Пауль Родеман и Арно Рудерт. Большинство из них были социал-демократами и коммунистами, состоявшими во время войны в партизанских движениях, или находившимися в изгнании из страны или концлагерях. Газета стала первым ежедневным изданием в американском секторе, расположившись в помещении редакции газеты Frankfurter Zeitung, которая была запрещена Третьим рейхом в 1943 году. С началом холодной войны все коммунисты были вынуждены покинуть редакцию газеты под давлением Соединённых Штатов. В 1946 году в редакцию пришёл социал-демократ Карл Герольд. После смерти Арно Рудерта в 1954 году Герольд стал единственным издателем газеты, где проработал до своей смерти в 1973 году. В его честь был назван фонд, финансировавший «Франкфуртер рундшау» до 2004 года.

## Молодая редакция
В редакции «Франкфуртер рундшау» есть отдел молодых редакторов FRiSCH (нем. FR in der Schule — «FR в школе»), в котором работают молодые люди в возрасте от 15 лет до 21 года, чьи статьи публикуются в соответствующем разделе газеты, а также на её сайте. Спонсорами проекта являлись Fraport и McDonald's, хотя в 2008 году McDonald’s прекратил сотрудничество с «Франкфуртер рундшау».
Вместе с издательством Marix редакция «Франкфуртер рундшау» выпускает научно-популярные книги на темы из областей политики, истории и культуры.

## Скандальная ошибка
3 августа 2004 года издательство приняло решение остановить распространение свежего номера и даже обменять около 61 тысячи разосланных экземпляров. Это было связано с тем, что в заголовке газеты произошла ошибка, и фотография американского режиссёра Вуди Аллена перекрыла начало словосочетания unabhängige Tageszeitung (независимая ежедневная газета), так что осталось только abhängige Tageszeitung (зависимая ежедневная газета). Редакция принесла свои извинения читателям газеты и объяснила происшествие технической неполадкой, несмотря на критику со стороны издателя немецкой газеты «Цайт».

## Объём и формат
«Франкфуртер рундшау» выходит с понедельника по субботу на 48 страницах. По средам в газету входит вкладыш с частными объявлениями, по субботам — раздел о путешествиях. Тираж газеты составляет более 160 тысяч экземпляров.